# Тарасов, Вячеслав Михайлович
Вячеслав Михайлович Тарасов (род. 7 июня 1947, Челябинск) — глава Челябинска, председатель Челябинской городской Думы в 1991—2005 годах, депутат Законодательного собрания Челябинской области II—III созывов.

## Биография
Родился 7 июня 1947 года в Челябинске. Окончил радиотехникум. В 1967—1970 гг. служил в пограничных войсках Советской Армии.
В 1975 с отличием окончил Челябинский политехнический институт (совр. ЮУрГУ), инженерно-строительный факультет.
Работал мастером, а затем старшим прорабом в строительном тресте города «Челябгражданстрой». В 1978 году занялся партийно-хозяйственной работой.
В 1986 году принимал участие в ликвидации аварии на Чернобыльской АЭС.
В 1986 году Тарасов стал заместителем председателя Горисполкома по строительству. С 1987 года — первый заместитель председателя Горисполкома.
В 1991 году назначен Главой администрации Челябинска. В 1996 году уверенно победил на выборах мэра города и депутата Законодательного собрания Челябинской области по Промышленному избирательному округу № 39, в 2000 году был переизбран на обе должности. В результате выборов 20 марта 2005 года проиграл Михаилу Юревичу.
Осенью 2005 года выдвинул свою кандидатуру на довыборах в Государственную Думу РФ, а также на выборах депутатов Законодательного собрания Челябинской области. Позже снял свою кандидатуру с выборов в Госдуму, выборы в Законодательное собрание Челябинской области проиграл 25 декабря 2005 года, набрав 20,54 % голосов (победитель, Николай Аржанов, набрал 30,83 %).
4 сентября 2007 года городской думой принято решение о присвоении В. М. Тарасову звания «Почётный гражданин города Челябинска» за заслуги в развитии города и в связи с 60-летием со дня рождения.
20 января 2009 года подтвердил журналистам намерение вновь участвовать в выборах главы Челябинска, которые прошли 1 марта 2009 года. 21 января Тарасов подал в городскую избирательную комиссию необходимые документы, после чего внёс в банке избирательный залог в размере 750 тыс. рублей. Выборы проиграл Михаилу Юревичу..

## Общественно-политическая деятельность
Известен в Челябинске как инициатор программы «100 фонтанов», программы по благоустройству «Двор», создатель пешеходной зоны на улице Кирова — т. н. Кировка или Челябинский Арбат.
После прихода к власти мэра Михаила Юревича именно Тарасов долгое время назывался (хотя официально не выступал в этом качестве) лидером городской оппозиции и инициатором множества акций протеста против политики Юревича. Круг бизнесменов, близких бывшему мэру и совместно отстаивающих свои интересы, принято называть «тарасовским пулом» (См. Курьезы). К «тарасовскому пулу» традиционно относят Артура Никитина и Евгения Рогозу, реже — Олега Колесникова, Анатолия Симоненко и др.

## Курьёзы
- Из-за любви к фонтанам и баскетболу стал героем городского фольклора. Так, известна шутка чемпионов 2002 года Высшей Лиги КВН, команды «Уездный город»: «Мэр города Челябинска внимательно посмотрел на отреставрированный памятник Ленина и заметил: „Не фонтан“!»…
- На выборах Главы Челябинска в 2005 году было зарегистрировано 4 кандидата под фамилией Тарасов, в том числе сам действующий мэр и два его полных тёзки — пенсионер Вячеслав Иванович Тарасов из Нижнего Тагила Свердловской области, а также специально сменивший ради выборов имя, отчество и фамилию челябинец Василий Середонин. Четвёртым стал житель Сосновского района Челябинской области Александр Тарасов, работавший в ЧОП «Мечел» учеником охранника. Впоследствии Василий Середонин снял свою кандидатуру.
- Весной 2006 года, когда оппозиция городской администрации устраивала у стен мэрии регулярные митинги, по рукам разошёлся короткий фильм, сделанный, предположительно, московскими пиарщиками Игорем Шамсутдиновым и Алексеем Золотухиным. Фильм имитировал популярную телевизионную передачу «Панорама», подконтрольную мэру Челябинска Михаилу Юревичу — название было изменено на «Пилорама», а имена большинства реальных политиков Челябинска заменены «говорящими» аналогами. Так, Юревич обрел фамилию «Царевич». Косвенно в фильме упоминался и бывший мэр города: в рекламной паузе сообщалось, что скоро пройдет чемпионат по «тарасовскому пулу» на призы Михаила Царевича. «Покажи мэру свой кий!» — слоган сопровождался вызывающей понятные ассоциации картинкой бильярдного кия с двумя шарами у основания.
- Под главной площадью города разрешил построить подземный торговый комплекс «Никитинский». Компания «Стройсвязьурал-1», принадлежащая предпринимателю Артуру Никитину, отказывалась платить, считая, что подземный торговый комплекс не является объектом недвижимости, так как находится не на земле, а под землёй. Администрация Челябинска заключила договор о предоставлении аренды на землю под «Никитинские ряды» сроком на 49 лет. Сумма арендной платы в документе определена не была. Предполагалось, что вместо арендной платы компания «Стройсвязьурал-1» проведет работы по реконструкции площади Революции, в частности, заменит асфальт брусчаткой и кардинально обновит освещение. Условия договора так и не были выполнены компанией, а установленные сроки в документе отсутствовали. Арбитражный суд Челябинской области вынес решение, что владелец комплекса Артур Никитин должен выплатить челябинской администрации 6,5 млн рублей арендной платы за период с января 2003 по август 2005 года.